# Міловська сільська рада (Балаклійський район)
Міловський старостинський округ — орган місцевого самоврядування в Ізюмському районі Харківської області. Адміністративний центр — село Мілова.

## Загальні відомості
- Міловський старостинський округ утворений в 2020 році.
- Територія ради: 75,799 км²
- Населення ради: 1492 особи (станом на 2001 рік),~500 людей (станом на 2024 рік).
- Територією ради протікає річка Сіверський Донець.

## Населені пункти
Сільській раді підпорядковані населені пункти:
- с. Мілова
- с. Криничне
- с. Янохіне
- с. Сіверське

## Склад старостату
- Староста: Тепанян Артавазд Маміконович
- Секретар ради: Шепілова Наталія Леонідівна

### Керівний склад попередніх скликань
| Прізвище, ім'я, по батькові      | Основні відомості                                                              | Дата обрання | Дата звільнення |
| -------------------------------- | ------------------------------------------------------------------------------ | ------------ | --------------- |
| Олексютенко Ольга Федорівна      | Сільський голова, 1966 року народження, позапартійна                           | 26.03.2006   | 01.12.2007      |
| Тепанян Артавазд Маміконович     | Сільський голова, 1969 року народження, безпартійний                           | 16.03.2008   | 31.10.2010      |
| Тепанян Артавазд Маміконович     | Сільський голова, 1967 року народження, освіта вищя, член Партії регіонів      | 31.10.2010   | 25.10.2015      |
| Відіньов Олександр Володимирович | Сільський голова, 1970 року народження, освіта вища                            | 25.10.2015   | 09.12.2020      |
| Тепанян Артавазд Маміконович     | Староста, 1969 року народження, освіта вища, член Блок Кернеса-Успішний Харків | 09.12.2020   |                 |